# 王罗祁
王罗祁，又作王郎祁，唐朝云南和蛮（一说今哈尼族先民）大首领。
唐高宗显庆元年（656年），王罗祁与郎州、昆州、梨州、槃州四州大首领王伽冲、西洱河大首领杨栋附显等人，一其向唐朝进贡方物。他们所辖地区，一说在云南东南六诏山区、文山、砚山一带。另说在楚雄至思茅一带。他们的部落与诸爨部落间，为了虏掠土地、牲畜、人口和财物，经常处于“经营损害”、“兵戈相防”的掠夺战争中。 。